# Storceag
Storceagul este o supă de pește specifică Deltei Dunării, originară din Sfântu Gheorghe, având la bază carnea unei specii de sturion, în rețeta originală morun, dar acum și nisetru, păstrugă sau cegă. Zeama este catifelată și ușor acră, având la bază unul sau mai multe produse lactate, precum zerul sau smântâna.

## Etimologie
Numele provine cel mai probabil de la termenul pentru cegă în ucraineană Стерлядь, transliterat: sterliad', din care derivă denumirea ucraineană старчак, transliterat: starceak.

## Descriere
Rețeta pentru storceag provine dintr-o combinație de influențe, în principal din bucătăria ucraineană, de unde își capătă și numele, dar și din bucătăria română pastorală, prin folosirea zerului pentru textură și acreală. În bucătăria românească modernă, baza supei este alcătuită din legume (ceapă, morcovi, țelină, pătrunjel, cartofi), iar zerul, folosit în mod tradițional pentru acrirea zemii este uneori înlocuit de o combinație de smântână și ou. În varianta a doua, supa capătă o consistență asemănătoare ciorbei de burtă.

## Istorie
Storceagul era mâncarea pescăreasca tipică a jumătății secolului XX în Sfântu Gheorghe, când peștii de dimensiuni mari trebuiau livrați autorităților statului comunist, iar peștii micii, precum cega, erau folosiți pentru alimentația zilnică. În mod tradițional, storceagul din morun, un pește ce poate ajunge până la 1,5 tone, era preparat de sărbătorile bisericești și servit de întregul sat zile la rând. Morunul este în prezent înlocuit cu alte specii de sturion deoarece este în pericol critic de dispariție.
Până în secolul al XXI-lea, storceagul era relativ puțin cunoscut în afara Deltei Dunării, gastronomul Radu Anton Roman scriind în anul 1998 despre acesta că se găsește doar la Sfântu Gheorghe, în locul de unde provine rețeta.